# François Boyer
François Georges Boyer (* 30. März 1920 in Sézanne, Département Marne; † 24. Mai 2003 in Saint-Germain-en-Laye, Département Yvelines) war ein französischer Autor, der einmal für den Oscar nominiert war.

## Leben
Boyer veröffentlichte 1947 den Roman Jeux interdits, der von René Clément 1952 als Jeux interdits (Verbotene Spiele) mit Georges Poujouly, Brigitte Fossey und Amédée verfilmt wurde. Hierfür wurde er bei der Oscarverleihung 1955 für den Oscar für die beste Originalgeschichte nominiert. Er schuf bis 1983 die Vorlagen für dreißig Filme und Fernsehserien.
In Krieg der Knöpfe (La guerre des boutons, 1962), der Verfilmung des gleichnamigen Romans von Louis Pergaud, die unter der Regie von Yves Robert mit André Treton, Jean Richard und Michel Isella entstand, spielte er nicht nur die Nebenrolle des Priesters, sondern verfasste auch die Adaption des Romans als Drehbuch.

## Veröffentlichungen
- Jeux interdits, 1947
- Le petit bougnat, 1981

In deutscher Sprache:
- Verbotene Spiele, (Originaltitel Jeux interdits), München 1953

## Filmografie (Auswahl)
- 1952: Verbotene Spiele (Jeux interdits)
- 1954: Wilde Früchte (Les fruits sauvages)
- 1955: Wie verlorene Hunde (Chiens perdus sans collier)
- 1956: Der Weg ins Verderben (Des gens sans importance)
- 1957: Bei Sylvia werden Männer schwach (Que les hommes sont bêtes)
- 1957: Der Weg zur Schande (Une manche et la belle)
- 1958: Der blonde Skorpion (Ça n’arrive qu’aux vivants)
- 1960: Tödliche Begegnung (Les magiciennes)
- 1962: Krieg der Knöpfe (La guerre des boutons)
- 1962: Ein Affe im Winter (Un singe en hiver)
- 1963: Wie der Vater, so der Sohn (Bébert et l'omnibus)
- 1964: Dünkirchen, 2. Juni 1940 (Week-end à Zuydcoote)
- 1967: Die 25. Stunde (La vingt-cinquième heure)
- 1970: Blacky – Abenteuer eines Ausreissers (Le petit bougnat)
- 1971: Graf Luckner (Les aventures du capitaine Luckner, Fernsehserie)
- 1972: Ein charmanter Gauner (Le bar de la fourche)
- 1973: Der Abbé und die Liebe (Prêtres interdits)
- 1976: Beiß nicht, man liebt dich (Alternativtitel: Kleiner Franzose liebt kleine Französin, Mords pas, on t’aime)